# Gare de Guingamp
Gare de Guingamp – stacja kolejowa w Guingamp, w departamencie Côtes-d’Armor, w regionie Bretania, we Francji.
Została otwarta w 1863 przez Compagnie des chemins de fer de l'Ouest jako część linii z Paryża do Brest. 
Guingamp jest dworcem Société nationale des chemins de fer français (SNCF), obsługiwanym przez pociągi TGV Atlantique i TER Bretagne. Jest to również stacja towarowa Fret SNCF.